# Heavy metal-mode
Heavy metal-mode er den tøjstil, kropsforandring, make-up, hårstil osv. som benyttes af fans af heavy metal – bedre kendt som metalheads.
Tøjet som associeres med heavy metal har sine rødder i biker-, rocker- og lædersubkulturen. Heavy metal-mode inkluderer elementer såsom læderjakker; blå eller sorte jeans, camouflagebukser eller -shorts, og denimjakker eller kutteveste, ofte med badges, nåle eller lapper. Som med bikere er der en fascination med germansk billedkunst, såsom Jernkorset.
Heavy metal-modes specielle aspekter kan tilskrives diverse bands, men det band som har spillet størst rolle for revolutioneringen af udseendet er Judas Priest, specielt med dets sanger, Rob Halford. Halford gik på scenen i læderkostumer så tidligt som 1978 for at gøre reklame for Killing Machine (Hell Bent for Leather i USA). I et interview fra 1998 beskrev Halford lædersubkulturen som hans inspiration for hans look.

## Fodnoter
1. 1 2  Heavy Metal: The Music and Its Culture
2. ↑  Design Culture
3. ↑  Popular Music: The Key Concepts
4. ↑  Interview with Rob Halford

| Mode | Spire Denne artikel om mode er en spire som bør udbygges. Du er velkommen til at hjælpe Wikipedia ved at udvide den. |